# Тест «Башня Лондона»

Один из вариантов теста «Башня Лондона»

Тест «Башня Лондона» (англ. The Tower of London test) — психологическая методика, направленная на исследование процессов планирования и исполнительного функционирования у испытуемого индивида, основана на популярной в XIX веке головоломке «Ханойская башня».
Первая версия методики была разработана Тимом Шаллисом в 1982 году для оценки нарушений планирования у пациентов с поражением лобных долей мозга.

## Стимульный материал
Стимульным материалом является две идентичные доски с разновеликими стержнями. К каждой доске прилагается набор из трех цветных шариков с отверстиями, через которые их можно нанизывать на стержни, причём на самый длинный стержень можно нанизать 3 шарика, на следующий только 2 шарика и на самый короткий 1 шарик.
На одной из досок установлен эталонный вариант расположения шариков. Задача испытуемого — перемещая по одному шарику за один ход, расположить шарики на второй доске таким же образом, как на доске-образце, сделав при этом минимальное количество ходов.

## Пробы
Методика состоит из двух проб: тренировочной, в которой испытуемый получает возможность понять инструкцию и попрактиковаться в выполнении задания, и основной, состоящей из 10 заданий с возрастающим уровнем сложности: наименьшее количество шагов, за которое возможно решить задачу, может увеличиваться от 4 до 7.
Для диагностики фиксируются такие показатели, как количество предпринятых для решения задания попыток, время выполнения теста, количество верно выполненных заданий, количество избыточно совершенных ходов, количество разного рода ошибок, латентное время начала выполнения задания.

## Область применения
Различные варианты данной методики применяются как в клинических целях для диагностики нарушений планирования, так и в исследовательских целях на выборках здоровых людей. Возрастной диапазон варьирует от детей дошкольного возраста до пожилых людей.
Методика входит в шкалу «Краткой оценки когнитивных функций у пациентов с шизофренией» (Breif Assessment of Cognition in Schizophrenia, BACS).

## Достоинства и недостатки методики
Методика позволяет получить большое количество переменных, характеризующих особенности процесса планирования у каждого испытуемого, поэтому она может считаться достаточно информативной в отношении возможных нарушений исполнительного функционирования. Однако ее практическое применение вызывает ряд вопросов. Отмечается отсутствие единообразия в процедурах измерения, связанное с широким спектром вариантов методики, использование исследователями разных показателей для оценки результата. Это приводит к невозможности сравнивания результатов разных исследований.
Также возникает ряд вопросов, связанных с ролью подавления, рабочей памяти, особенностями стратегии испытуемого, продолжительностью времени для подготовки и др. в успешности выполнения заданий.